# Benjamins kvinna
Benjamins kvinna är en mexikansk film från 1991 i regi av Carlos Carrera. Filmen hade världspremiär vid filmfestivalen i Berlin den 25 februari 1991.

## Handling
Benjamin bor med sin syster Micaela i en trist småstad. Hans enda nöje är att vara med ett gänga äldre män på fritiden och leka som barn. Benjamin blir förälskad i den unga och vackra Natividad. Till en början skriver han kärleksbrev till henne, men när den strategin misslyckas planerar han och de gamla att kidnappa henne och vänta på att hon förälskar sig i honom.

## Rollista (i urval)
- Eduardo López Rojas - Benjamín
- Arcelia Ramírez - Natividad
- Malena Doria - Micaela
- Juan Carlos Colombo - Paulino
- Eduardo Palomo - Leandro
- Ana Bertha Espín - Cristina